# Джон Роміта-старший
Джон Роміта-старший (англ. John Romita Sr.; 24 січня 1930, Нью-Йорк — 12 червня 2023, Флорал-Парк, Нью-Йорк) — американський художник коміксів. Знаменитий своїми роботами для «Marvel Comics», зокрема, коміксами серії «The Amazing Spider-Man».